# Matti Wuori
Matti Wuori (n. 15 iulie 1945, Helsingfors, Finlanda – d. 15 octombrie 2005, Kyrkslätt, Etelä-Suomen lääni, Finlanda) a fost un om politic finlandez, membru al Parlamentului European în perioada 1999-2004 din partea Finlandei. 
1. ↑   http://www.europarl.europa.eu/meps/fi/4261/MATTI_WUORI_home.html, accesat în 27 martie 2017 Lipsește sau este vid: |title= (ajutor)
2. ↑  Deputații în Parlamentul European